# Breda (Iowa)
Breda es una ciudad situada en el condado de Carroll, en el estado de Iowa, Estados Unidos. Según el censo de 2010 tenía una población de 483 habitantes.

## Geografía
Según la Oficina del Censo de los Estados Unidos, la localidad tiene un área total de 1,92 km², la totalidad de los cuales 1,92 km² corresponden a tierra firme.

## Demografía
Según el censo de 2010, había 483 personas residiendo en la localidad. La densidad de población era de 251,56 hab./km². Había 226 viviendas con una densidad media de 117,71 viviendas/km². El 98,76% de los habitantes eran blancos, el 0,41% afroamericanos, el 0,21% asiáticos y el 0,62% pertenecía a dos o más razas.